# جعفر قلي (قلعة خواجة)
جعفر قلي (بالفارسية: جعفرقلی) هي منطقة سكنية تقع في إيران في محافظة خوزستان. يقدر عدد سكانها بـ 75 نسمة بحسب إحصاء 2016.